# Basílica de Santa Maria de Collemaggio
A Basílica de Santa Maria de Collemaggio (em italiano:  Basilica di Santa Maria di Collemaggio) é uma igreja medieval situada na comuna italiana de L'Aquila, na região de Abruzos. Celebrada não somente pela sua arquitetura, a basílica foi o local de entronização do Papa Celestino V, que foi posteriormente aí sepultado. A igreja, por esta razão, foi elevada à basílica, haja vista sua importância na história da Igreja Católica.
A igreja é considerada uma obra-prima da arquitetura gótica e românica de Abruzos, e uma das principais atrações turísticas de L'Aquila.
Ao fundo da nave direita está localizado o sepulcro do Papa Celestino V, construído em 1517, de autoria de Girolamo da Vicenza.
Parte do transepto da basílica acabou ruindo durante o terremoto de L'Aquila, ocorrido em 6 de abril de 2009.

## Galeria de imagens

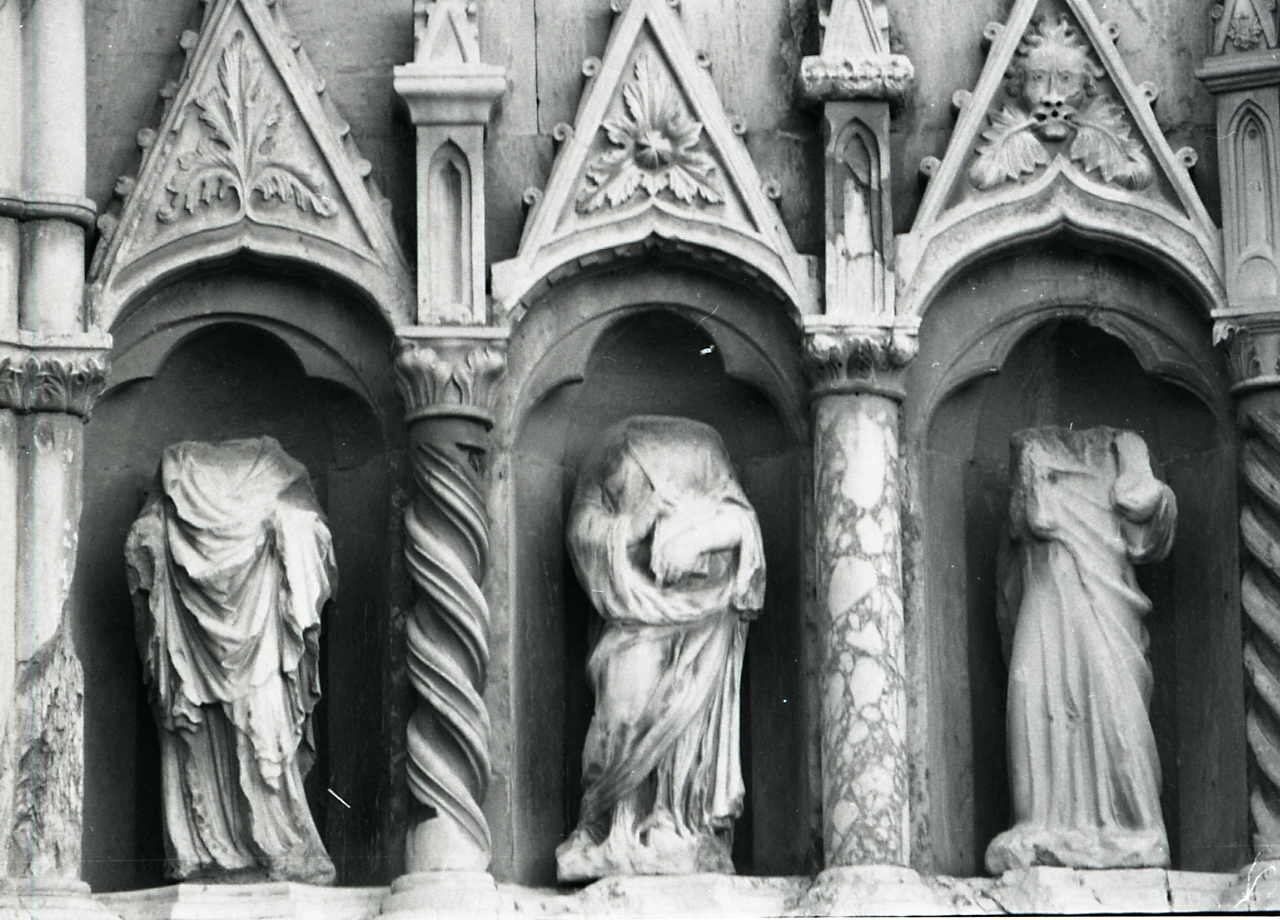
Detalhe dos tabernáculos e estátuas do portal principal. Foto de Paolo Monti, 1969.
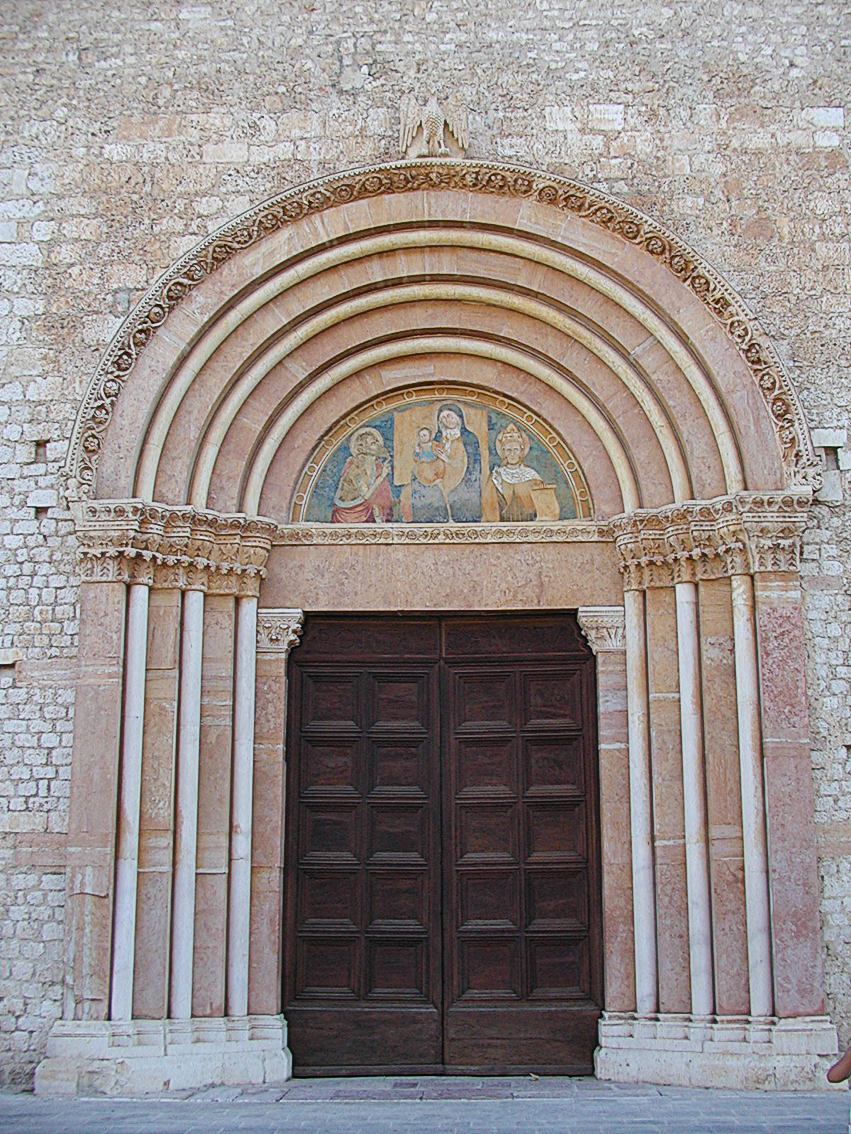
Portal lateral.
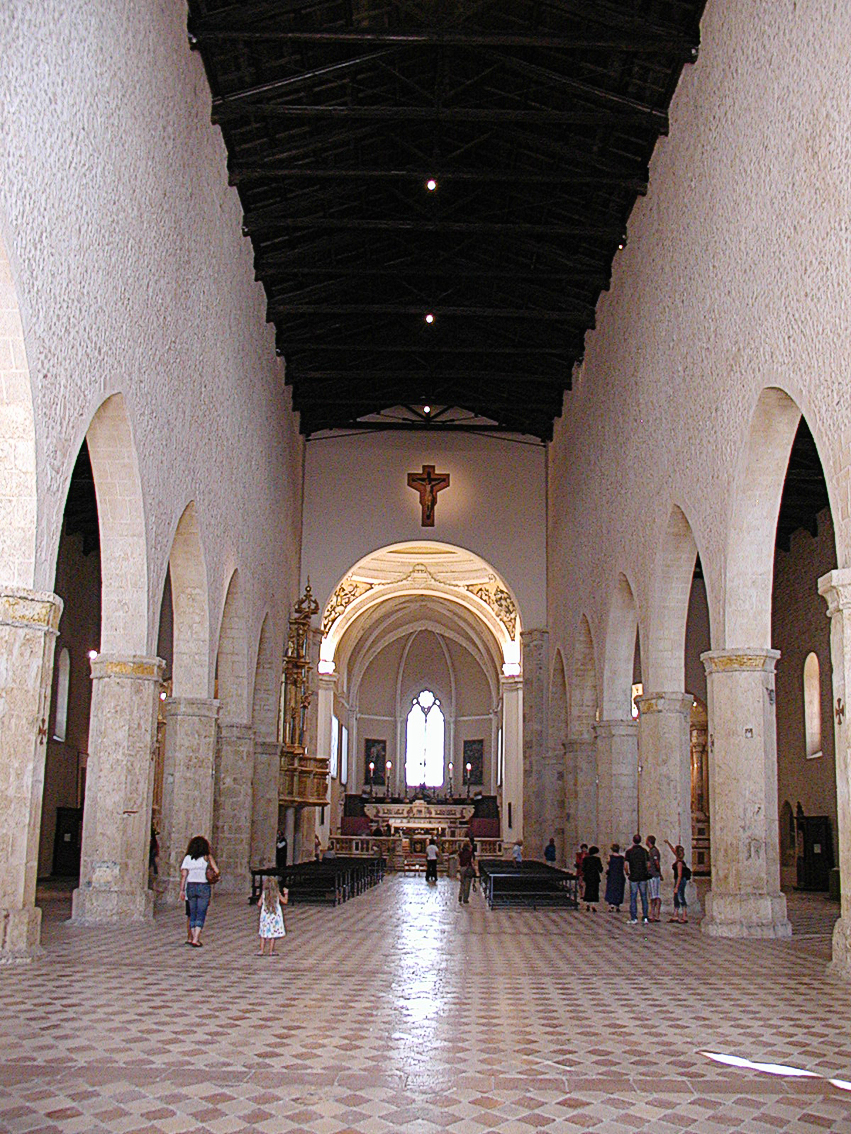
Vista do interior.
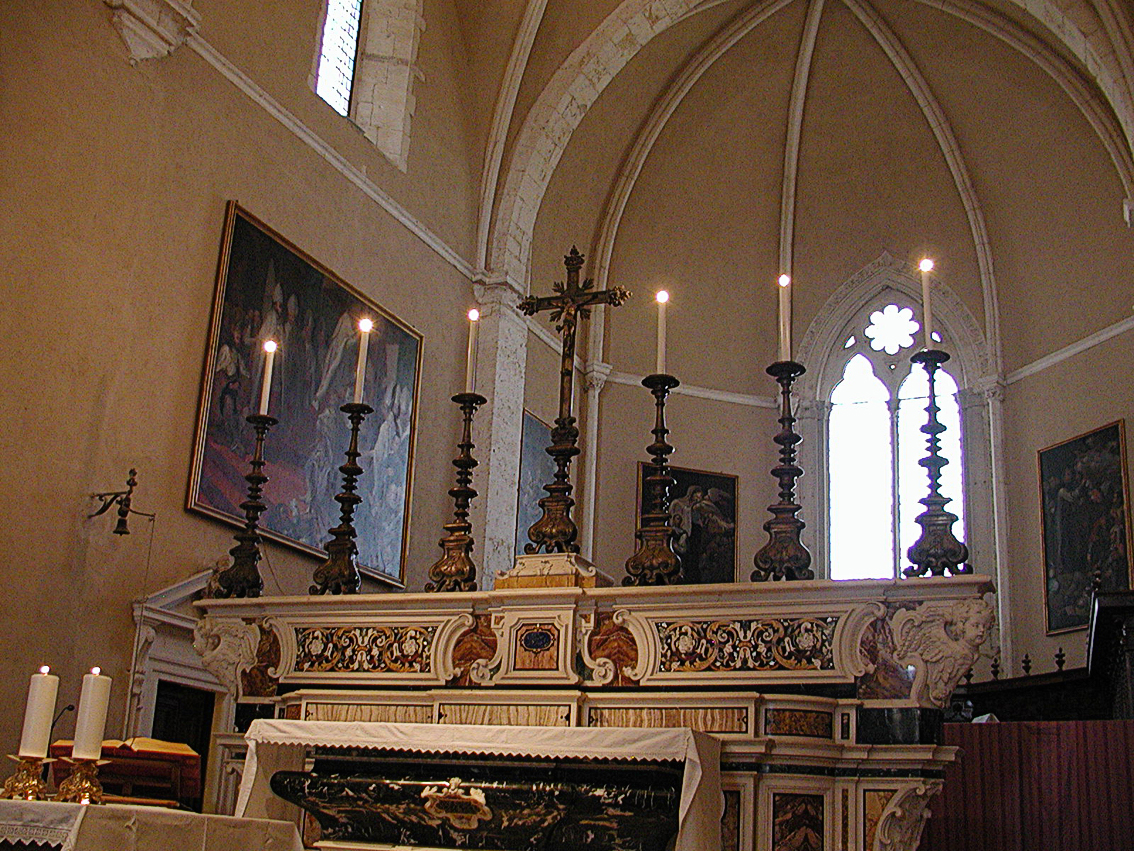
Altar maior.
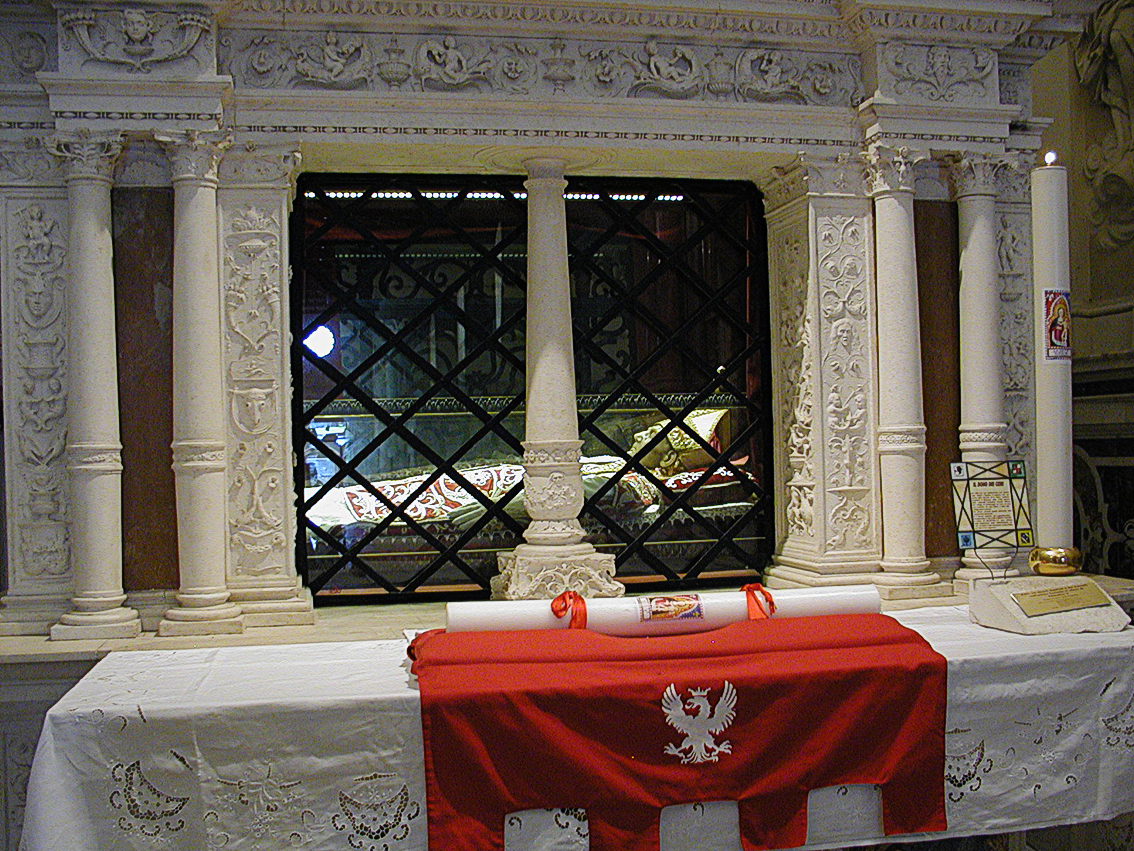
Sepulcro do Papa Celestino V.